# Myiapharus hemiargyroides
Myiapharus hemiargyroides là một loài ruồi trong họ Tachinidae.